# 网纹绶贝
网纹绶贝（学名：Mauritia scurra）又稱网目宝螺（Cypraea scurra），为宝贝科绶贝属的动物。分布于印度洋、太平洋，可見於台湾岛及中国大陆的西沙群岛、北部湾等地，属于暖海产。牠們一般栖息于潮下带的浅海，常生活在腔肠动物叶滨珊瑚或类似的珊瑚上。该物种的模式产地在印度尼西亚安汶。